# Club Atlético San Isidro (San Francisco)
El Club Atlético San Isidro es un club deportivo argentino fundado el 1 de marzo de 1920. Es conocido a nivel nacional por su equipo de básquet que actualmente participa en La Liga Argentina de Basquet ( ex TNA), la segunda categoría del básquet argentino. Su estadio está ubicado en la Ciudad de San Francisco sobre la calle Corrientes al 362.
Además de practicar básquet en todas las categorías formativas, en el club se practican diversos deportes como voleibol, patín, tenis, natación, fútbol, squash, hockey, y paddle. También tiene un anexo, en el que se realizan artes marciales, danzas, y boxeo.

## Historia

### Básquet
El deporte que más triunfos deportivos y reconocimiento nacional le dio al club es el básquet. Los "Halcones Rojos", ascendieron al Torneo Nacional de Ascenso por primera vez en 1998 y allí permanecieron hasta 2003. En su primera temporada en la segunda división terminaron decimoterceros, misma posición que al año siguiente. En 2001 lograron su mejor posición, al terminar terceros. Perdieron una serie de semifinales ante Gimnasia de La Plata. En 2002 terminaron decimoprimeros de catorce equipos y en 2003 decimosegundos de catorce equipos y debieron disputar una serie por la permanencia ante Tucumán BB con desventaja de cancha. El 11 de abril se disputó el primer encuentro en San Miguel de Tucumán y fue victoria para los "Halcones" 73 a 69 y puso la serie 1 a 0 a su favor. El segundo encuentrom, el 13 de abril, fue victoria para los locales 91 a 73 e igualó la serie. El 18 de abril fue el tercer partido, en cancha de San Isidro, donde ganó el local 78 a 74. El cuarto partido, el 18 del mismo mes, lo ganó Tucumán BB 88 a 85 e igualó la serie. El quinto y último encuentro fue el 25 de abril y tras ir ganando los tres primeros cuartos (23 a 18, 41 a 31 y 55 a 54) San Isidro perdió 75 a 68 y descendió.
En 2010 la institución ganó la Liga Cordobesa y accedió a disputar la Liga B y un año después llegó a la final de la zona norte ante Alma Juniors de Esperanza, al cual derrotó en cinco juegos. El equipo campeón formó con José Gutiérrez, Andrés Mariani, Gustavo Acosta, Roberto Acuña, Sebastián Rossi, Pablo Bruna, Marcos Jovanovich, Jorge Toriano, Luis Martina, Martín Chavarini y Germán Rufino; mientras que el entrenador fue Daniel Beltramo. De esta manera San Isidro ascendió por segunda vez a la segunda división del básquet argentino.
Tras el ascenso los directivos emprendieron una reforma en el Estadio Severo Robledo.
La primera temporada en su vuelta a la segunda división fue la temporada 2011-12. El equipo estuvo integrado por Agustín Lozano, Mateo Silveira, Jorge Toriano, Andrés Mariani, Brandon Crawford, Juan José Giaveno, Roberto Acuña, Bruno Barovero, Marcos Jovanovich, Miguel Isola, Juan López. El entrenador fue Daniel Beltramo. Tras dieciocho partidos, ganó once y accedió al TNA 1 zona norte, donde se definió la posición para los play-offs. En la segunda ronda terminó cuarto, con solo tres victorias en ocho presentaciones y disputó los play-offs contra Alvear de Villa Ángela con ventaja de estadio. El primer partido lo ganaron los "Halcones" 95 a 91 y puso la serie 1 a 0. El segundo encuentro lo ganó la visita, Alvear, 71 a 68 e igualó la serie. El tercer encuentro fue en el estadio de Alvear, en Villa Ángela, Chaco, y tras igualar en 88 en los primeros cuarenta minutos, San Isidro se impuso 102 a 97 en tiempo suplementario, y en el cuarto juego nuevamente ganó como visitante 99 a 89 y alcanzó los cuartos de final a nivel nacional, las semifinales de la zona norte. La serie fue ante Unión Progresista de Villa Ángela y el primer partido fue en Chaco, y fue victoria del local 106 a 69. El segundo partido también lo ganó Unión Progresista (87 a 73) y puso la serie 2 a 0. En el tercer partido, en el Estadio Severo Robledo, ganó San Isidro 88 a 81, pero en el cuarto encuentro perdió 97 a 103 y quedó eliminado.
En la temporada 2012-13 el entrenador del equipo siguió siendo Daniel Beltramo, mientras que entre los jugadores estuvieron Felipe País, Mateo Silveira, Germán Sciutto, Eduardo Vasirani, Andrés Mariani, Facundo Piñero, Marcos Jovanovich, Martín Müller, Agustín Lozano más el extranjero Devoung Lamont. El equipo logró 12 victorias en 24 partidos y clasificó a play-offs como cuarto en la zona norte, posición que lo emparejó con Oberá Tenis Club. Los primeros dos partidos se disputaron en San Francisco y allí venció, en ambos, el local (95 a 74 y 97 a 91) y el tercer encuentro, en Oberá, fue ganado por la visita 102 a 90 y avanzó de fase. En cuartos de final se emparejó con Huracán de Trelew que tenía ventaja de cancha por terminar segundo en la zona sur. El primer partido lo ganó el "halcón" 87 a 85 como visitante, y el segundo juego lo ganó el "globo" trelewense 101 a 75 e igualó la serie. Los juegos 3 y 4 fueron en San Francisco y allí ganó el local el primero (99 a 78) y el segundo la visita (en tiempo suplementario 100 a 97) llevando así la definición nuevamente a Trelew. En la ciudad chubutense se impuso el equipo local 86 a 82 y así San Isidro quedó eliminado de competencia.
Para la temporada 2013-14 de la segunda división San Isidro continuó con Daniel Beltramo como entrenador del equipo, mientras que entre los jugadores estuvieron Enzo Cafferatta, Martín Ghirardi, Bruno Oprandi, Germán Sciutto, Bruno Ingratta, Lisandro Villa, el extranjero Gastón Essengué y los juveniles Matías Bernardini (U21) y Emanuel Sayal (U23). En primera ronda logró 4 victorias en 8 partidos, mientras que en segunda ronda alcanzó 13 partidos ganados en 18 presentaciones y terminó primero en la tabla de la zona norte, logrando así la ventaja de localía para los play-offs. El primer cruce fue con Tomás de Rocamora de Concepción del Uruguay, octavo del grupo sur. Los dos primeros encuentros fueron en el Estadio Severo Robledo y en ambos ganó el local (74 a 64 y 84 a 74) mientras que el tercer partido fue en Concepción del Uruguay, donde nuevamente ganaron los "Halcones Rojos" (82 a 84) y pasaron de ronda al cerrar la serie 3 a 0. En cuartos de final se enfrentó con Instituto de Córdoba, nuevamente con ventaja de cancha. El primer encuentro fue victoria para el equipo local 80 a 79 mientras que el segundo lo ganó Instituto 84 a 75 y puso la serie 1 a 1. En el Estadio Ángel Sandrín Instituto ganó los dos partidos que disputó (80 a 77 y 93 a 82) y eliminó al equipo sanfrancisqueño en cuartos de final, misma posición que había alcanzado en las temporadas 2011-12 y la 2012-13.
En la temporada 2014-15 el equipo estuvo conformado por Sebastián Mignani, Rodrigo Álvarez, Federico Ferrini, Agustín Lozano, Gastón Córdoba, Fabián Elías Saad, Pablo Moya y el extranjero Dwight Mccombs. El entrenador fue Daniel Beltramo. Los "Halcones" participaron en primera ronda en la división Córdoba donde logró 8 victorias y 4 derrotas, y en segunda ronda en la conferencia norte, donde terminó 10-12 y en la sexta ubicación, disputando la reclasificación. A falta de cuatro partidos para terminar la fase, Daniel Beltramo dejó la institución y Daniel Maffei fue contratado. En la reclasificación se emparejó con Tomás de Rocamora de Concepción del Uruguay con ventaja de localía en una serie al mejor de tres, con formato 1-2. El primer encuentro lo ganó como local el equipo entrerriano 95 a 83. Los siguientes partidos fueron en el Severo Robledo y allí ganó San Isidro, primero 74 a 66, y luego 99 a 73, para así avanzar de ronda. En cuartos de final de conferencia, octavos de final a nivel nacional, se enfrentó con Oberá Tenis Club que tuvo ventaja de localía, en una serie al mejor de cinco. Los primeros dos partidos fueron en Misiones y uno lo ganó el local (82 a 73) y el otro la visita (77 a 83). Los dos siguientes juegos fueron en San Francisco, donde ganó el primero Oberá TC (80 a 79) y el segundo el local (75 a 69), trasladándose así la serie igualada en dos a Misiones, donde se definió. En el quinto partido San Isidro fue superior y ganó 89 a 77, avanzando de fase. En cuartos de final a nivel nacional se emparejó con 9 de Julio de Río Tercero, el mejor equipo de la conferencia sur y nuevamente San Isidro arrancó como visitante la serie. En Río Tercero ganó los dos primeros el local (82 a 60 y 94 a 82) y en el Severo Robledo San Isidro no pudo revertir la serie y perdió 85 a 87 y quedó eliminado.
Para la temporada 2015-16 el entrenador contratado fue Osvaldo Arduh. San Isidro contó con el regreso de Gastón Essengué y con los jugadores Damián Palacios, Bruno Barovero, Miguel Isola, Germán Sciutto, Lucas Arn y Agustín Lozano. En primera fase disputó la división centro norte donde logró 9 victorias en 12 partidos y terminó como el mejor de la zona. Arrastrando la totalidad de los puntos disputó la conferencia norte, donde alcanzó 17 victorias en 24 partidos y accedió a cuartos de final de conferencia de manera automática. En los play-offs fue emparejado con Echagüe de Paraná con ventaja de cancha. En San Isidro Echagüe ganó el primer partido 92 a 89 y puso la serie 1 a 0 a su favor, y en el segundo juego los "Halcones Rojos" igualaron la serie tras ganar 87 a 70. En Paraná el local ganó los dos partidos que disputó (87 a 84 en tiempo suplementario y en el cuarto partido nuevamente ganó Echagüe (75 a 66) y eliminó al equipo sanfrancisqueño.
En la temporada 2016-17 el entrenador contratado fue Julián Pagura. Entre los jugadores contratados estuvieron Germán Sciutto, Andrés Landoni, Juan Kelly, Martín Müller, Sebastián Acevedo, Agustín Lozano, Mauricio Corzo, Ignacio Pérez, Gastón Fenoglio, Hans Feder Ponce, Federico Andereggen y Matías Gómez. Los "Halcones Rojos" disputaron el juego inaugural de esa temporada, y lograron 8 victorias en 12 partidos en la primera fase y 13 victorias en 24 partidos en la segunda fase y terminó quinto, accediendo a la reclasificación como el mejor ubicado. Fue emparejado con Asociación Mitre de Tucumán y, con ventaja de localía, comenzó ganando la serie 2 a 0 de local (75 a 59 y 69 a 63). El primer encuentro en Tucumán lo ganó el local 81 a 77 pero el cuarto partido lo ganó la visita (80 a 74) y cerró la serie 3 a 1. En cuartos de conferencia se enfrentó a Villa Ángela Basket, que tenía ventaja de cancha por terminar cuarto la fase regular, y los primeros dos partidos en Chaco fueron uno para cada equipo, el primero 79 a 68 para la visita, y 75 a 69 el segundo para el local. Los dos siguientes juegos fueron en San Francisco y el primero lo ganó el equipo visitante 81 a 80, y el segundo lo ganaron los "Halcones Rojos" 83 a 70 e igualaron la serie 2 a 2. El quinto y definitivo fue en el Estadio Carlos "Mona" Lobera, en Chaco, y allí San Isidro ganó 81 a 74 y avanzó de fase. En semifinales de conferencia jugó con Hindú de Resistencia, el mejor equipo de la conferencia norte, y arrancó jugando de visitante. Hindú ganó los dos (87 a 55 y 72 a 67) y así puso la serie 2 a 0. El tercer juego fue en el Estadio Severo Robledo, donde ganó el local 72 a 65, pero el cuarto juego lo ganó el equipo de Resistencia (80 a 76) y San Isidro quedó eliminado.
Para la temporada 2017-2018 el TNA cambió de nombre y se pasó a llamarse «La Liga Argentina». El equipo conducido por Julián Pagura integró la división centro norte donde logró una marca de 7 victorias y 7 derrotas, y en la segunda ronda, la fase de conferencia logró solo 9 victorias, sumando así 16 victorias en 40 partidos que lo colocaron penúltimo en la conferencia, eliminado de play-offs y además se salvó de disputar el descenso por haber vencido al último por pocos puntos. A fin de la temporada Julián Pagura fue despedido del cargo de entrenador principal del equipo. Sebastián Torre lo reemplazó de cara a la siguiente temporada.
La temporada 2018-2019 fue la mejor temporada de Club Atlético San Isidro en la Liga Argentina, coronándose campeón de la Conferencia Norte, para llegar a jugar la final por el ascenso contra Platense. La temporada regular terminó el 12 de abril de 2019 cuando visitó en Córdoba a Barrio Parque, cayendo por 73-71 pero por partidos entre sí, quedó con el puesto N.º 1 de la Conferencia Norte para los play off. 
En la primera instancia, el rival fue Obera Tenis Club, siendo los dos primeros juegos en San Francisco, ganando ambos el conjunto local 83-71 y 82-55 respectivamente. Luego, en Misiones fue OTC quien consiguió imponerse al equipo de Sebastián Torre, ganando el tercer punto por 78-77 y el cuarto por 76-70, igualando la serie en 2, para definirse en un 5.º juego en el Severo Robledo, siendo victoria para San Isidro por 77-71 y así, avanzando a semifinales de Conferencia.
El rival de turno era Hindú de Resistencia. San Isidro logró imponerse en el primer juego por 67-50 para poner la serie 1-0 a su favor. El "Bolido Verde" sorprendió en "El Nido" y se llevó el segundo punto de la serie con un resultado de 77-88, igualándola 1-1, y obteniendo el factor campo en la serie. En el tercer partido de la serie, ya en tierras chaqueñas, el local se impuso 73-63 y dejó la serie match-point a su favor. El 24 de mayo de 2019, se jugó el 4.º partido en Resistencia, y luego de 40 minutos muy igualados, fue necesario jugar tiempo extra. En ese momento, Juan Ignacio Rodríguez Suppi se encendió y manejo los hilos del suplementario, logrando San Isidro ganar el juego 76-70 e igualando la serie en 2, para jugar el 5.º y decisivo partido en San Francisco. El 26 de mayo de 2019, ante un Severo Robledo repleto, San Isidro venció a Hindu de Resistencia por 61-57 y consiguiendo el pasaje a la Final de Conferencia, donde esperaba Barrio Parque.
Otra vez con ventaja de campo por haber sido el líder la Conferencia Norte, San Isidro recibía a Barrio Parque, el mismo rival con el que compitió toda la temporada regular para quedarse con el puesto N.º 1. El primer partido fue 31 de mayo de 2019, victoria para los locales por 82-75, serie 1-0. El 2 de junio, San Isidro ganó abultadamente 89-56. Y así ir a Córdoba con la serie 2-0 a su favor. Entre el juego 2 y 3, Barrio Parque cambio de entrenador. el 5 y 7 de junio se jugaron en Córdoba los juegos 3 y 4 de la serie, ganando en ambos Barrio Parque 70-63 y 82-79, serie igualada en 2. El 9 de junio de 2019 se vivió una noche increíble en San Francisco, ante un estadio lleno de gente, y un partido infartante, San Isidro ganó 77-74 y así logró, hasta hora, su título más importante en la historia del baloncesto profesional, Campeón Conferencia Norte.
El 14 de junio de 2019 comenzaron las Finales de la Liga Argentina 2018-19, entre Platense y San Isidro. La ventaja de campo era de Platense por haber obtenido 0,5 puntos más que San Isidro en la temporada regular. Ese día, y ante una multitud de ambos equipos, el conjunto de Sebastián Torre y con Mauricio Corzo encendido, ganó el juego por 60-81 y así "robando" el factor campo de la serie. El domingo 16 de junio, otra vez en Vicente López, fue el local quien ganó para igualar al serie, lo hizo 76-58.
San Isidro regresaba a San Francisco con la posibilidad de ser campeón y ascender a la Liga Nacional. El viernes 21 de junio de 2019, ante un Severo Robledo totalmente colmado, más de 2200 personas dijeron presente, San Isidro mostró un altísimo nivel de juego para quedarse con la victoria y a un paso del ascenso, el resultado fue 79-66.
El domingo 23 de junio, otra vez con un estadio repleto, San Isidro dejó pasar la oportunidad del ascenso, ya que perdió de local por 55-64 y así quedando la serie igualada en 2, y a la espera de un 5.º juego definitorio en la ciudad de Vicente López.
Ese juego se disputó el 26 de junio de 2019, siendo clara victoria para Plantese, por 81-60 y así logrando el ascenso. San Isidro quedó 2.º de la Liga Argentina 2018/19, para cerrar su mejor temporada en los 100 años de vida del club.
La temporada 2019-2020 fue suspendida antes de tiempo por Pandemia de COVID-19 que detuvo a todas las competiciones deportivas. En dicha campaña, San Isidro se encontraba en la octava posición de la Zona Norte. 
Ya para la temporada 2020-2021 San Isidro fue uno de los primeros en salir al mercado. Primero renovando a su figura, Bruno Barovero y a Tomas Aimaretti. Junto a las renovaciones, se sumaron dos regresos importantes como Santiago Ludueña y Santiago González, base y pívot del equipo Campeón de Zona Norte 2018/2019. Luego llegan Tomas Ligorria, Santiago Assum (U23), Lisandro Gómez Quinteros y Juan Cruz Oberto. A raíz de la incertidumbre sobre el comienzo de la nueva temporada, el experimentado pívot Santiago González, decide dejar el equipo para mudarse e instalarse en la ciudad de Posadas, Misiones. Primera baja para Sebastián Torre. Listos para comenzar la pretemporada, Santiago Ludueña decide rescindir su contrato (no estaba firmado aún) y emigrar al ascenso brasileño. En su lugar fue contratado Adrián Forastieri.
La pretemporada dio comienzo el 4 de enero de 2021 en San Isidro, pero 11 días más tarde, otra noticia que pegó muy fuerte en San Isidro y toda La Liga Argentina: Bruno Barovero decide dejar el equipo por cuestiones personales. Perdiendo así al goleador del equipo. Fue reemplazado por Nicolas Solari.
La temporada no comenzó como se esperaba, luego de la decena de partidos, el récord era de 3-7. Ante esto, el DT Sebastián Torre decidió contratar a Guillermo Romero y a Guillermo Alliende este último, reemplazando a Adrian Forastieri que por bajos rendimientos, fue "cortado". El debut de Alliende se produjo el 20/04/21 frente a Barrio Parque en el Severo Robledo, con victoria para San Isidro 75-73. Mostrando un cambio notable en el juego Santo. Pero San Isidro necesitaba fuerza en el poste bajo, por eso aposto fuerte y contrato a Anthony Laveal Johnson quien debutó el 28/04/2021. El cierre de temporada fue muy positivo para San Isidro, ganando 6 de los últimos 8 juegos, que igualmente no le sirvieron para avanzar a play off. Quedando así eliminados en fase regular por segunda vez desde su vuelta en 2011 a la segunda división del básquet argentino.
fds
La temporada 2021-2022 trajo nombres conocidos a calle Corrientes. Primero, (tras la salida de Sebastián Torre) se conoció la noticia que Daniel "Pirincho" Beltramo volvía a ser el entrenador principal de San Isidro. Sumando también la continuidad de Juan Cruz Oberto siendo la primera ficha mayor del equipo. Posteriormente se confirmó la continuidad de Santiago Assum, ficha U23 para esta campaña. Mientras que el 16/08/2021 se anunció el regreso del base Milton Vittar

## Instalaciones

### Estadio Antonio Manno
El estadio principal del club es el Estadio Antonio Manno (Ex Severo Robledo) que fue remodelado a nuevo en 2013. Tras terminada la temporada 2011-2012, los dirigentes del club decidieron hacer una serie de reformas que incluía terminar el cielorraso y ampliar la tribuna. Además, se anexó un piso más al sector vip. El 28 de junio de 2013 se reinauguró el estadio.

## Datos del club
En torneos nacionales
- Temporadas en primera división: 0
- Temporadas en segunda división: 19 (1998-99 a 2002-03 y desde 2011-12)
  - Mejor puesto en la liga: 2.°, subcampeón (2018-19 ; 2024-25)
  - Peor puesto en la liga: 13.°, descendió (de 14 en la 2002-03)
- Temporadas en copas nacionales:
  - En Copa Argentina: 1 (2002)
    - Mejor puesto: eliminado en primera ronda.

## Jugadores y entrenadores

### Plantilla actual
Siguen de la temporada pasada
- Jeremias Diotto
- Santiago Bruno
- Vicente Aquadro
- Santiago Ludueña
- Jeronimo Suñe
- Chris Hooper
- Francisco Melastro
- Tomas Raggiardo

BAJAS
- Santiago Assum
- Jose Montero
- Agustin Carnovale
- Federico Zezular
- Juan Cruz Oberto

ALTAS
- Manuel Lambrisca
- Cesar Lavoratornuovo
- Gian Franco Sinconi
- Juan Manuel Bejar

### Entrenadores
Nota: ordenados cronológicamente.
- Daniel Beltramo (2010-2015)
- Daniel Maffei (2015)
- Osvaldo Arduh (2015-2016)
- Julián Pagura (2016-2018)
- Sebastián Torre (2018-2020)
- Daniel Beltramo (2020-2024)
- Sebastián Porta (2024- Actualidad)

## Palmarés

### Torneos nacionales
- Campeón de la Liga "B" (2): 1997-98, 2010-11.
- Campeón de la Conferencia Norte Liga Argentina: 2018-19.